# JAグループアワー
『JAグループアワー』は和歌山放送で平日11:30-11:40に放送されている農業に関する情報番組である。
同番組は2011年4月から放送を開始し、和歌山県の農業協同組合（JAグループ和歌山）の各団体の取り組みや、県内で取り組んでいる農業施策、食育についての取り組みを、和歌山放送のアナウンサーが県内各地に取材したもの、あるいはJAグループ和歌山各団体の職員をスタジオやリモートゲストに招いてインタービューしたものを放送する。

## 放送される内容
- 県内の各地の農家を取材したレポート
- 県農情報
- JA耳寄り情報 - 県内JAが取り組む様々な施策やキャンペーンについて
- 青年部情報
- 共済連情報
- 信連情報